# Dolenja Trebuša
Dolenja Trebuša je naselje v Občini Tolmin. Leži v zahodni Sloveniji, v srednjem delu porečja reke Idrijce, na prostoru, kjer se območje porečja Trebušice s svojim največjim desnim pritokom Hotenjko vključuje v porečje reke Idrijce. Dolenja Trebuša se kot razloženo naselje razprostira po dolinah Hotenjke, Trebušice in Idrijce ter tudi na pobočjih hribovij nad temi dolinami, ki so vgnezdene med tri kraške planote, Šentviško planoto, Trnovski gozd in Banjšice. Naselje Dolenja Trebuša leži na stičišču Cerkljanskega hribovja, Trnovskega gozda in Tolminskega hribovja. V Dolenji Trebuši se stekajo tri doline v prometno križišče. Po Idrijski dolini se pride v smeri proti zahodu v Soško dolino proti Tolminu, proti vzhodu pa v Idrijo. Proti jugu se po dolini Trebušice pride do Čepovana, po dolini Hotenjke preko Oblakovega Vrha do Spodnje Idrije.